# Metasada sideropasta
Metasada sideropasta är en fjärilsart som beskrevs av Turner 1936. Metasada sideropasta ingår i släktet Metasada och familjen nattflyn. Inga underarter finns listade i Catalogue of Life.